# باكو كاسال
باكو كاسال (بالإسبانية: Paco Casal)‏ هو شخصية أعمال أوروغواياني، ولد في 24 فبراير 1958 في ساو باولو في البرازيل.

## وصلات خارجية
- الموقع الرسمي